# Milwaukee
|  | No s'ha de confondre amb Milwaukie. |

Milwaukee és la ciutat més gran de l'estat de Wisconsin, Estats Units, i capital del comtat de Milwaukee. La població de la ciutat és d'unes 583.000 persones (2004), amb un total estimat d'1.700.000 habitants en l'àrea metropolitana de Milwaukee (2005). La ciutat, és la 22a pel que fa a població al conjunt dels Estats Units, i és al sector sud-oest de l'estat de Wisconsin, a la riba occidental del llac Michigan.

## Persones notables
- Spencer Tracy, actor.
- Gene Wilder, actor, director i guionista de cinema.
- Henry Schoenefeld, compositor musical.
- Kay Rush, periodista.
- Herbert Simon (1916-2001), economista, Premi Nobel d'Economia de 1978
- Thomas A. Steiz (1940 - 2018) químic, Premi Nobel de Química de l'any 2009
- David Wineland (1944 -) físic, Premi Nobel de Física de l'any 2012.
- Jacob Reuter (1866 - 1945), violinista i compositor musical